# 超軸子
超軸子是一假想中的費米子，為軸子的超對稱粒子。

## 性質
皮塞-奎恩理論引入軸子這種粒子，以嘗試解釋強CP問題──為何在量子色動力學中CP不會被破壞。而將超對稱理論套用至軸子，從而預測出超軸子以及另一超對稱玻色子──标量轴子（Saxion）的存在，包含於手徵超場中。
超軸子是最輕超對稱粒子，及暗物質的候選粒子。
一個軸子及一個超軸子的超多重態被推論為超對稱破缺的例子，因其得到不為零的F項期望值。